# Ryōmaden
Ryōmaden (jap. 龍馬伝) – japoński serial telewizyjny nadawany na kanale NHK od 3 stycznia do 28 listopada 2010 roku i składający się z 48 odcinków.

## Fabuła
Fabuła opowiada o życiu XIX-wiecznych japońskich postaci historycznych Yatarō Iwasakiego oraz Ryōmy Sakamoto. Zostało ogłoszone, że seria będzie emitowana także w kilku innych krajach, m.in. Hongkongu, Korei Południowej, Tajwanie i Tajlandii.

## Personel
- Oryginał: Yasushi Fukuda
- Muzyka: Naoki Satō
- Napisy: Shishū
- Narrator: Teruyuki Kagawa
- Badania historyczne: Manabu Ōishi, Tatsuya Yamamura
- Badania architektoniczne: Sei Hirai
- Ubiór: Kiyoko Koizumi
- Koordynator produkcji: Kei Suzuki, Kanako Iwatani
- Casting: Keishi Ōtomo

## Obsada
- Masaharu Fukuyama jako Ryōma Sakamoto (jap. 坂本 龍馬 Sakamoto Ryōma)

Rodzina Sakamoto
- Shinobu Terajima jako Otome Sakamoto – starsza siostra Ryōmy
- Kiyoshi Kodama jako Hachihei Sakamoto – ojciec Ryōmy
- Tetta Sugimoto jako Sakamoto Gonpei – najstarszy brat Ryōmy
- Wakako Shimazaki jako Chino Sakamoto – żona Gonpei'a
- Atsuko Maeda jako Harui Sakamoto – córka Gonpei'a
- Rei Ōtori jako Chizu Sakamoto – najstarsza siostra Ryōmy
- Chieko Matsubara jako Iyo Sakamoto – macocha Ryōmy
- Tamiyo Kusakari jako Kō Sakamoto – matka Ryōmy
- Yōko Maki jako Narasaki Ryō (Oryō) – żona Ryōmy

Rodzina Iwasaki
- Teruyuki Kagawa jako Yatarō Iwasaki (jap. 岩崎 弥太郎 Iwasaki Yatarō) – założyciel Mitsubishi
- Keizō Kanie jako Yajirō Iwasaki – ojciec Yatarō
- Mitsuko Baisho jako Miwa Iwasaki – matka Yatarō
- Maiko jako Kise Iwasaki – żona Yatarō

Klan Tosa
- Masaomi Kondō jako Yōdō Yamauchi – 15 głowa klanu Tosa
- Munetaka Aoki jako Shōjirō Gotō – siostrzeniec Yoshidy
- Min Tanaka jako Tōyō Yoshida
- Nao Ōmori jako Hanpeita Takechi – przywódca Tosa Kin no To
- Ryōko Hirosue jako Kao Hirai – pierwsza miłość Ryōmy
- Hiroyuki Miyasako jako Shūjirō Hirai – starszy brat Kao
- Takeru Satō jako Izō Okada – zabójca z okresu Bakumatsu
- Takaya Kamikawa jako Shintarō Nakaoka – brat Ryomy, urodzony w Tosa
- Pierre Taki jako Hironojō Mizobuchi

Klan Chōshū
- Katsuhisa Namase jako Shōin Yoshida – pan Kogorō Katsury
- Shōsuke Tanihara jako Kogorō Katsura – uczeń Shōina Yoshidy
- Yūsuke Iseya jako Shinsaku Takasugi
- Toshio Kakei jako Shinzō Miyoshi
- Kyōsuke Yabe jako Gensui Kusaka

Klan Satsuma
- Katsumi Takahashi jako Kichinosuke Saigō
- Mitsuhiro Oikawa jako Toshimichi Ōkubo
- Kenichi Takitō jako Tatewaki Komatsu

Chiba Dōjō
- Shihori Kanjiya jako Sana Chiba – córka Sadakichi’ego
- Kōtarō Satomi jako Sadakichi Chiba – zarządza szkołą Chiba Dōjō
- Ikkei Watanabe jako Jūtarō Chiba – starszy brat Sanako

Tokugawa Bakufu
- Tetsushi Tanaka jako Yoshinobu Tokugawa – 15. (ostatni) siogun
- Hayato Nakamura jako Iemochi Tokugawa – 14. siogun
- Tetsuya Takeda jako Rintarō Katsu – oficer marynarki i mąż stanu
- Tortoise Matsumoto jako John Manjirō – jeden z pierwszych Japończyków, który odwiedził Stany Zjednoczone

Shinsengumi
- Taizō Harada jako Isami Kondō – dowódca oddziału Shinsengumi
- Satoshi Matsuda jako Toshizō Hijikata – zastępca dowódcy Shinsengumi
- Rakuto Tochihara jako Sōji Okita – kapitan pierwszej jednostki Shinsengumi

## Emisja za granicą
| Kraj              | Tłumaczenie | Nadawca                       | Data                            |
| ----------------- | ----------- | ----------------------------- | ------------------------------- |
| Tajwan            | Napisy      | Videoland Television Network  | 15 listopada 2010 –             |
| Korea Południowa  | Napisy      | Channel J                     | 17 lutego 2011 –                |
| Tajlandia         | Napisy      | Thai PBS                      | 17 marca 2011 – 1 września 2011 |
| Hongkong          | Dubbing     | i-CABLE Entertainment Channel | 9 maja 2011 –                   |
| Stany Zjednoczone | —           | TV Japan                      | 2010                            |
| Kanada            | —           | TV Japan                      | 2010                            |
| Portoryko         | —           | TV Japan                      | 2010                            |
| Brazylia          | —           | NHK                           | 2010                            |